# 宇文盛 (越王)
宇文 盛（うぶん せい、? - 580年）は、北周の皇族。越野王。字は立久突。宇文泰の十二男。

## 生涯
武成元年（559年）に越国公になり、建徳3年（574年）には越王と昇進した。北斉平定後は上柱国・相州総管・大冢宰が加えられる。大象2年（580年）7月、尉遅迥の乱の最中、趙王宇文招が楊堅を暗殺しようとするが失敗。連座して諸子もろとも処刑された。